# Ivan Murray Johnston
Ivan Murray Johnston, född den 28 februari 1898 i Los Angeles, Kalifornien, död den 31 maj 1960 i Jamaica Plain, Massachusetts, var en amerikansk botaniker som var specialiserad på strävbladiga växter.
Mellan 1916 och 1919 studerade han vid Pomona College, där han började att samla plantor och gräs och utvecklade ett intresse för växter på sanka marker. Hans talang uppmärksammades framförallt av Samuel Bonsall Parish. 1925 flyttade han till Boston för att studera vid Harvard University, där han blev kvar fram till sin död.
Johnston skrev 31 vetenskapliga publikationer om strävbladiga växter och beskrev 215 nya arter i familjen, vilket är omkring 10 % av alla strävbladiga växter.
Auktorsnamnet I.M.Johnst. kan användas för Ivan Murray Johnston i samband med ett vetenskapligt namn inom botaniken; se Wikipediaartiklar som länkar till auktorsnamnet.